# 蔡国雄 (政府官员)
蔡国雄（1951年10月—），男，汉族，籍貫台湾台中，中华人民共和国政治人物，曾任台盟中央常委、北京市委主委、北京市政协副主席，第十一届全国政协委员。

## 生平
2008年，当选第十一届全国政协委员，代表台湾民主自治同盟，分入第十三组。并担任人口资源环境委员会专委。